# Nezbudská Lúčka
Nezbudská Lúčka (en hongrois : Óváralja) est une commune de la région de Žilina, en Slovaquie.

## Histoire
La première mention écrite du village date de 1439.

## Démographie

### Évolution de la population
| Année:               | 1994. | 2004.   | 2014.   | 2024.   |
| -------------------- | ----- | ------- | ------- | ------- |
| Nombre de personnes: | 397   | 382     | 411     | 399     |
| Différence:          |       | -3,77 % | +7,59 % | -2,91 % |

| Année:               | 2023. | 2024.   |
| -------------------- | ----- | ------- |
| Nombre de personnes: | 392   | 399     |
| Différence:          |       | +1,78 % |